# Tartagine
Die Tartagine ist ein Fluss in Frankreich, der im Département Haute-Corse auf der Insel Korsika verläuft. Sie entspringt an der Ost-Flanke des Monte Corona (2144 m) im gleichnamigen Forêt Territoriale de Tartagine, entwässert in einem Bogen von Nordost über Ost nach Südost durch den Regionalen Naturpark Korsika und mündet nach rund 30 Kilometern beim Weiler Pontare, an der Gemeindegrenze von Piedigriggio und Canavaggia, als linker Nebenfluss in einen Seitenarm des Asco. In ihrem Mündungsabschnitt wird das Tal der Tartagine sowohl von der Nationalstraße 1197, als auch von der Bahnlinie von Calvi nach Ajaccio genützt.

## Orte am Fluss
- Altes Forsthaus Tartagine-Melaja (heute Schutzhütte), Gemeinde Mausoléo
- Piana, Gemeinde Castifao